# Ralston (Wyoming)
Ralston é uma Região censo-designada localizada no estado norte-americano de Wyoming, no Condado de Park.

## Demografia
Segundo o censo norte-americano de 2000, a sua população era de 233 habitantes.

## Geografia
De acordo com o United States Census Bureau tem uma área de
14,6 km², dos quais 14,6 km² cobertos por terra e 0,0 km² cobertos por água. Ralston localiza-se a aproximadamente 1321 m acima do nível do mar.

## Localidades na vizinhança
O diagrama seguinte representa as localidades num raio de 48 km ao redor de Ralston.